# 第45警戒群
第45警戒群（だい45けいかいぐん）は、当別分屯基地に所在した北部航空警戒管制団隷下の部隊である。

## 沿革
※当別分屯基地としての沿革も含む
- 1953年（昭和28年）11月： 米軍レーダーサイト建設
- 1955年（昭和30年）01月： 北部訓練航空警戒第1中隊展開
- 1959年（昭和34年）11月： 米空軍から移管
- 1961年（昭和36年）07月： 第45警戒群に改編
- 1973年（昭和48年）07月： 3次元レーダーJ/FPS-1運用開始
- 1995年（平成07年）05月： 3次元レーダーJ/FPS-3運用開始
- 2005年（平成17年）09月： 部隊創設50周年
- 2015年（平成27年）01月： 分屯基地開庁60周年
- 2021年（令和03年）06月末：廃止（第45警戒隊へ改編）

## 部隊編成
- 群本部
- 監視管制隊
- 通信電子隊
- 基地業務隊

## 主要幹部
| 官職名                                               | 階級    | 氏名     | 補職発令日     | 前職                             |
| ---------------------------------------------------- | ------- | -------- | -------------- | -------------------------------- |
| 北部航空警戒管制団第45警戒群司令 兼 当別分屯基地司令 | 1等空佐 | 木村真一 | 2016年08月01日 | 航空教育集団司令部教育部運用課長 |

| 代 | 氏名       | 在職期間                                                    | 前職                                                  | 後職                                            |
| -- | ---------- | ----------------------------------------------------------- | ----------------------------------------------------- | ----------------------------------------------- |
|    | 三好英夫   | 0000年00月00日 - 1969年07月15日                             |                                                       | 航空幕僚監部人事教育部人事課 計画班長           |
|    | 河村光太郎 | 0000年00月00日 - 1971年02月15日                             |                                                       | 航空自衛隊第4術科学校生徒隊長                   |
|    | 中島十三男 | 0000年00月00日 - 1972年03月15日                             |                                                       | 航空幕僚監部防衛部運用課 通信電子班長           |
|    | 生間光男   | 1972年03月16日 - 1973年07月15日                             | 航空自衛隊術科教育本部教育部 教育班長                 | 自衛隊宮城地方連絡部長                          |
|    | 木暮丞一   | 1973年07月16日 - 1975年02月16日                             | 統合幕僚会議事務局第3幕僚室勤務                       | 航空幕僚監部人事教育部人事課 人事第1班長        |
|    | 井上旦     | 0000年00月00日 - 1977年10月31日                             |                                                       | 航空自衛隊第5術科学校第3分校長                  |
|    | 渋谷高根   | 0000年00月00日 - 1979年07月31日                             |                                                       | 航空自衛隊第2補給処業務部長                     |
|    | 飯泉隆太郎 | 0000年00月00日 - 1981年06月30日                             |                                                       | 航空自衛隊第5術科学校業務部長                   |
|    | 溝口博三   | 0000年00月00日 - 1982年06月30日                             |                                                       | 北部航空警戒管制団 北部防空管制群司令           |
|    | 福岡昭芳   | 1982年07月01日 - 1984年07月31日                             | 航空自衛隊第5術科学校第1分校長                        | 航空自衛隊幹部学校勤務                          |
|    | 関正治     | 1984年08月01日 - 1985年07月31日                             | 航空自衛隊幹部学校研究員                              | 航空幕僚監部防衛部勤務                          |
|    | 成田憲正   | 1985年08月01日 - 1987年03月15日                             | 統合幕僚会議事務局第3幕僚室勤務                       | 航空自衛隊術科教育本部教育部 教育班長           |
|    | 吉原博之   | 1987年03月16日 - 1988年07月31日                             | 航空自衛隊幹部学校勤務                                | 南西航空警戒管制隊 南西防空管制群司令           |
|    | 高橋貞敏   | 1988年08月01日 - 1990年07月31日                             | 輸送航空団司令部防衛部防衛班長                        | 北部航空方面隊司令部監理部長                    |
|    | 三井一男   | 0000年00月00日 - 1992年10月15日                             |                                                       | 航空総隊司令部防衛部調査課長                    |
|    | 江崎秀文   | 0000年00月00日 - 1995年07月31日                             |                                                       | 航空自衛隊調査隊副司令                          |
|    | 射場義彦   | 1995年08月01日 - 1997年06月30日                             | 航空自衛隊幹部学校付                                  | 航空幕僚監部監理部総務課総務調整官 兼 総務班長  |
|    | 渡邊勇夫   | 1997年07月01日 - 1999年07月31日                             | 航空自衛隊幹部学校付                                  | 航空幕僚監部人事教育部教育課 術科教育班長       |
|    | 雪吉新治   | 1999年08月01日 - 2001年11月30日                             | 統合幕僚会議事務局第4幕僚室 後方補給研究班長          | 第4高射群司令                                   |
|    | 佐藤貞一   | 2001年12月01日 - 2002年12月01日                             | 航空救難団飛行群秋田救難隊長 兼 秋田分屯基地司令      | 航空安全管理隊教育研究部長                      |
|    | 大金和美   | 2002年12月02日 - 2004年03月31日                             | 航空自衛隊幹部学校勤務                                | 航空安全管理隊事故調査部長                      |
|    | 石田裕     | 2004年04月01日 - 0000年00月00日                             | 航空システム通信隊 システム管理群司令                 |                                                 |
|    | 遠目塚進   | 0000年00月00日 - 2006年08月03日                             |                                                       | 航空幕僚監部装備部補給課 補給第3班長            |
|    | 白水裕人   | 2006年08月04日 - 2007年12月02日 ※2007年01月01日 1等空佐昇任 | 航空自衛隊幹部学校勤務                                | 統合幕僚学校研究室研究員                        |
|    | 大鹿富士彦 | 2007年12月03日 - 2009年03月31日                             | 統合幕僚監部運用部運用第2課 訓練評価・支援班長        | 航空幕僚監部運用支援・情報部 情報課情報保全室長 |
|    | 西本彰雄   | 2009年04月01日 - 2011年04月14日                             | 航空幕僚監部運用支援・情報部 運用支援課演習・検閲班長 | 中部航空警戒管制団 中部防空管制群司令           |
|    | 櫻井義久   | 2011年04月15日 - 2013年07月31日                             | 航空自衛隊幹部学校主任研究開発官                      | プログラム管理隊司令                            |
|    | 大藏広幸   | 2013年08月01日 - 2014年11月30日                             | 航空支援集団司令部法務官                              | 統合幕僚監部首席法務官付法務官                  |
|    | 新納庸一郎 | 2014年12月01日 - 2016年07月31日 ※2015年07月01日 1等空佐昇任 | 航空教育隊基地業務群司令 （2等空佐）                  | 航空自衛隊第3術科学校第1教育部長                |
|    | 木村真一   | 2016年08月01日 -                                            | 航空教育集団司令部教育部運用課長                      |                                                 |